# معرض بروكسل الدولي (1897)
معرض بروكسل الدولي (بالفرنسية: Exposition Internationale de Bruxelles)‏، (بالهولندية: Wereldtentoonstelling te Brussel)‏ لعام 1897 هو عبارة عن معرض عالمي أقيم في العاصمة البلجيكية بروكسل، من 10 مايو 1897 حتى 8 نوفمبر 1897. بمشاركة 27 دولة، حضور ما يقدر بنحو 7.8 مليون شخص.
كانت الأماكن الرئيسية للمعرض هي سيكونتنير، بالإضافة إلى القسم الاستعماري في ترفورين، حيث تعرض هذه المواقع الممتلكات الشخصية للملك ليوبولد الثاني ملك بلجيكا، ودولة الكونغو الحرة. تم ربط موقعي المعارض بواسطة خط ترام مبني لهذا الغرض.

## المعرض الإستعماري
تم استضافة قسم ترفورين في قصر المستعمرات (على الرغم من وجود مستعمرة واحدة فقط)، المصمم من قبل ألفريد فيليبرت اللدروة. في داخل القاعة الرئيسية، صمم جورج هوبي هيكلًا خشبيًا مميزًا على طراز فن الآرت نوفو لاستحضار الغابة، باستخدام خشب بيلينجا، الذي يعود أصله إلى شجرة أفريقية. عرض المعرض الداخلي أشياء إثنوغرافية وحيوانات محشوة وفي «قاعة الثقافات الكبرى» تم عرض أهم منتجات الكونغو التصديرية: القهوة والكاكاو والتبغ. في الحديقة، تم بناء مثال للقرية الكونغولية، حيث عاش 267 أفريقيًا خلال فترة المعرض. ومع ذلك، لم ينج سبعة منهم من إقامتهم القسرية في بلجيكا. أدى نجاح هذا المعرض إلى التأسيس الدائم للمتحف الملكي لأفريقيا الوسطى في عام 1898.

## الفن الحديث
كان المصممون الأساسيون للمعرض من بين أساتذة العمارة البلجيكيين في الفن الحديث في ذروة الأسلوب: هنري فان دي فيلدي، وبول هانكار، وجيديون بورديو، وجوستاف سيرورييه بوفي. أنتج هنري بريفات ليغمونت ملصقات للمعرض.
يبدو أن هناك القليل من البنايات. تم الانتهاء من الجناح الكلاسيكي الجديد الصغير المسمى معبد المشاعر البشرية الذي صممه فيكتور هورتا لإيواء منحوتة صممت من قبل جيف لامبو في وقت إفتتاح للمعرض، ولكن تم تأجيل افتتاحه بسبب النزاعات حتى عام 1899.

## بروكسيل القديمة
كانت بروكسيل القديمة (بالفرنسية: Vieux-Bruxelles)‏ (وتسمى أيضًا Bruxelles-Kermesse) من الأماكن المفضلة لدى الجمهور في المعرض العالمي، وهي عبارة عن مدينة مصغرة ومنتزه ترفيهي يستحضر ماضي بروكسل حوالي عام 1830. من تصور جورج غارنير، وتصميم جول باربييه (يجب عدم الخلط بينه وبين المؤلف الباريسي)، غومبو وغيسيل، مع ديوراما رسمها ألبرت دوبوسك وبيير ديفيز وأرماند لينين، احتل القسم 25,000 متر مربع (270,000 قدم2) من حديقة سيكونتنير. بدأ بنائه في 19 أكتوبر 1896 وافتتح في 24 أبريل 1897. تشيه بروكسيل القديمة إلى حد ما الشارع الرئيسي في ديزني لاند، حيث قدمت للزوار نسخًا أصغر حجمًا من المباني التاريخية. كما قال تشارلز فوجل،
بروكسيل القديمة هي المدينة الشعبية مع ملهياتها العديدة، ومتعتها الصريحة، وعناصرها المتجددة من البهجة. ... يذهل الزوار أولاً بمجموعة من المباني المختلفة: منازل، بوابات ضخمة، أبراج، من بينها يقف بشكل مهيب في مطعم شيان-فير. ... إنها ليست متحفًا ، مجموعة قديمة، إنها مدينة قديمة. هذه هي مدينتنا القديمة - التي تم تقليصها إلى نطاق أصغر قليلاً - مبانيها التي تعود إلى العام الماضي، والتي لا يزال بعضها قائمًا، وقد تم نسخها بأمانة وموضوعية، بفضل الموظفين، تصوير مطلق للواقع. ... مدخل بروكسيل القديمة هو باب ريفاج، ثم يأتي منزل كونت ديمو، منزل ثري هيدز، ونزل سان لورن، بجوار فندق ريفنشتاين ، - ومنزل حصان البحر، وسوق الزبدة القديم، وفندق دي ناساو - الذي ببرجه المستدق الشكل الكمثري الرائع، يضم مطعم غرين دوغ المسمى بالفعل،- الباب القديم لغنت أو فلاندرز، «الوهم المذهل»؛ ينبوع مانيكين بيس ونافورة بوشل الثلاثة ... هل ينبغي أن نتحدث عن مولان سان ميشيل، منزل البارك، باب كنيسة سانت كاترين القديمة؟ 

## ذكرى

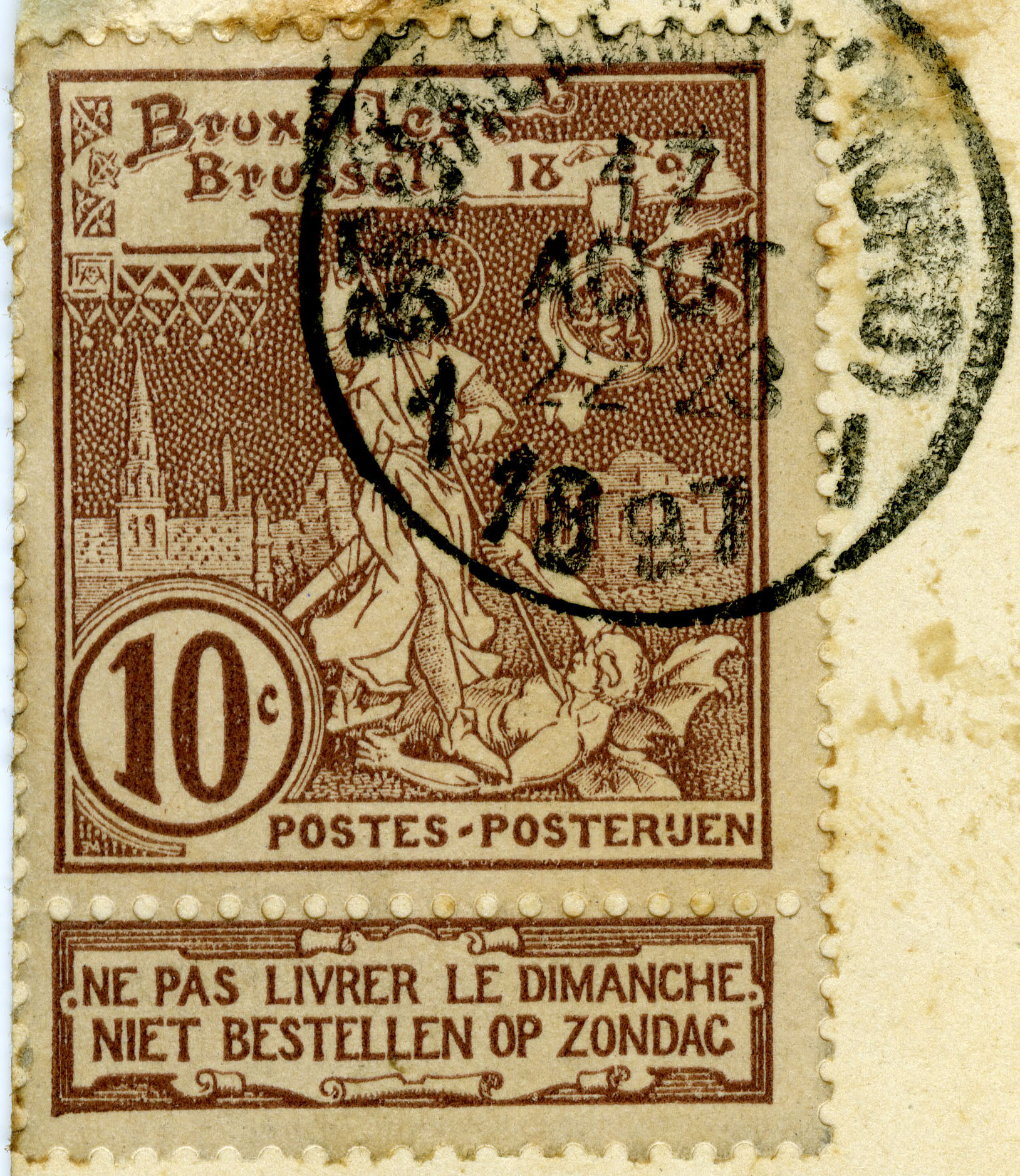
الطابع التذكاري عليه ختم البريد
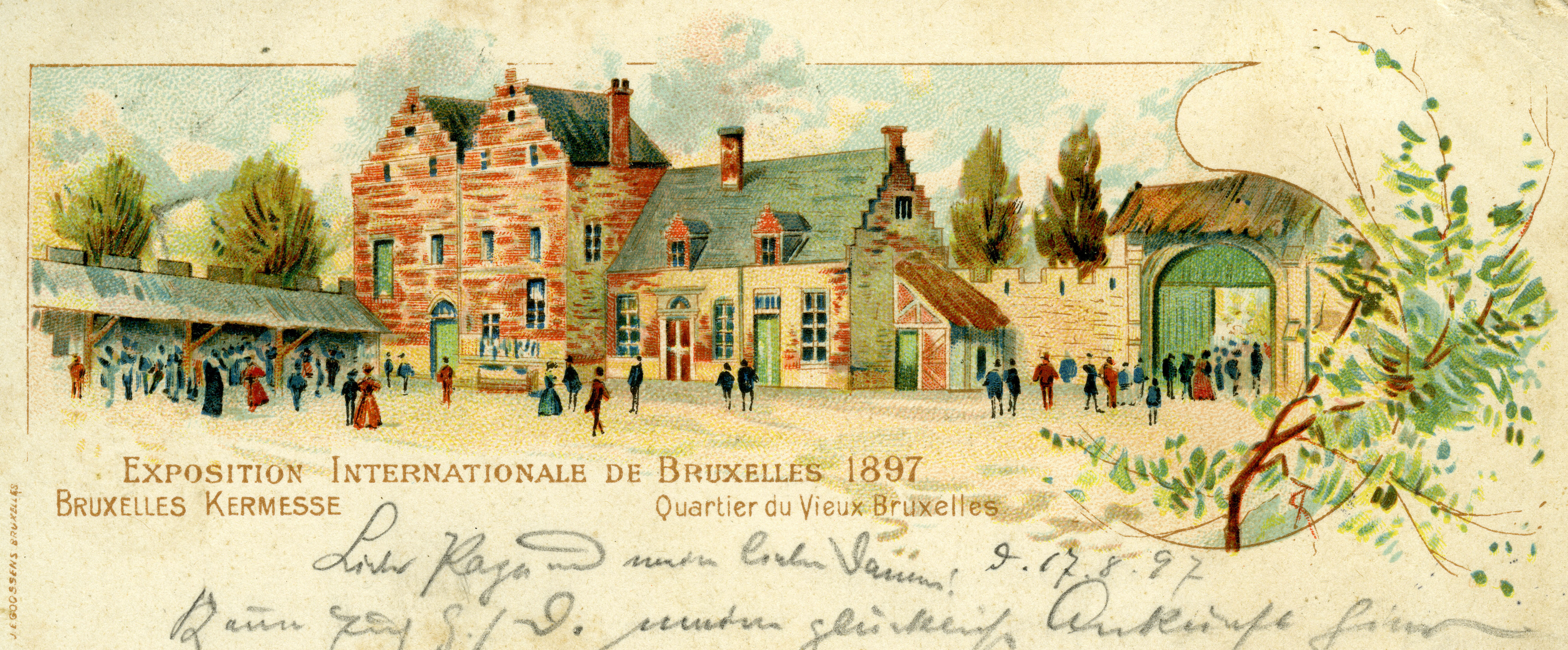
بطاقة بريدية

## روابط خارجية
- الموقع الرسمي للمكتب الدولي للمعارض
- معرض بروكسل الدولي pdf
- وصف المكتب الدولي للمعارض (باللغة الفرنسية ، تنسيق pdf)
- صور عرض الكونغو